# الأرستقراطيون (فلم)
الأرستقراطيون (بالإنجليزية: The Aristocrats) هو فيلم كوميدي وثائقي تم إنتاجه في الولايات المتحدة وصدر في سنة 2005.

## الميزانية والإيرادات
حقق إيرادات تقدر بـ 6.4 مليون دولار.

## وصلات خارجية
- مقالات تستعمل روابط فنية بلا صلة مع ويكي بيانات